# Sciapus laetus
Sciapus laetus är en tvåvingeart som först beskrevs av Johann Wilhelm Meigen 1838.  Sciapus laetus ingår i släktet Sciapus och familjen styltflugor. Inga underarter finns listade i Catalogue of Life.